# PPCS
PPCS (англ. Phosphopantothenoylcysteine synthetase) – білок, який кодується однойменним геном, розташованим у людей на короткому плечі 1-ї хромосоми.  Довжина поліпептидного ланцюга білка становить 311 амінокислот, а молекулярна маса — 34 005.
| 10         |  | 20         |  | 30         |  | 40         |  | 50         |
| ---------- |  | ---------- |  | ---------- |  | ---------- |  | ---------- |
| MAEMDPVAEF |  | PQPPGAARWA |  | EVMARFAARL |  | GAQGRRVVLV |  | TSGGTKVPLE |
| ARPVRFLDNF |  | SSGRRGATSA |  | EAFLAAGYGV |  | LFLYRARSAF |  | PYAHRFPPQT |
| WLSALRPSGP |  | ALSGLLSLEA |  | EENALPGFAE |  | ALRSYQEAAA |  | AGTFLAVEFT |
| TLADYLHLLQ |  | AAAQALNPLG |  | PSAMFYLAAA |  | VSDFYVPVSE |  | MPEHKIQSSG |
| GPLQITMKMV |  | PKLLSPLVKD |  | WAPKAFIISF |  | KLETDPAIVI |  | NRARKALEIY |
| QHQVVVANIL |  | ESRQSFVFIV |  | TKDSETKLLL |  | SEEEIEKGVE |  | IEEKIVDNLQ |
| SRHTAFIGDR |  | N          |  |            |  |            |  |            |

A: Аланін

D: Аспарагінова кислота

E: Глутамінова кислота

F: Фенілаланін

G: Гліцин

H: Гістидин

I: Ізолейцин

K: Лізин

L: Лейцин

M: Метіонін

N: Аспарагін

P: Пролін

Q: Глутамін

R: Аргінін

S: Серин

T: Треонін

V: Валін

W: Триптофан

Кодований геном білок за функцією належить до лігаз. 
Задіяний у таких біологічних процесах як ацетиляція, альтернативний сплайсинг. 